# Kieran O’Reilly
Kieran O’Reilly SMA (ur. 8 sierpnia 1952 w Corku) – irlandzki katolicki duchowny, członek Stowarzyszenia Misji Afrykańskich, arcybiskup Cashel i Emly od 2014.

## Życiorys
Święcenia kapłańskie otrzymał 17 czerwca 1978 roku w zgromadzeniu Misji Afrykańskich. Po święceniach pracował na terenie Liberii i Nigerii. W 1989 powrócił do kraju i został mianowany członkiem rady prowincjalnej. W 1995 został wikariuszem generalnym zakonu, a w latach 2001–2010 był przełożonym generalnym. 
18 maja 2010 papież Benedykt XVI mianował go ordynariuszem Killaloe. Sakry udzielił mu metropolita Cashel – arcybiskup Dermot Clifford.
22 listopada 2014 papież Franciszek mianował go arcybiskupem metropolitą Cashel i Emly.